# Колонистские округа Бессарабии
Колонистские округа — особые административно-территориальные единицы Бессарабской области, существовавшие с 1819 года по 1871 год. Округа были образованы на территориях, заселённых преимущественно иностранными переселенцами.

## История
После успешной русско-турецкой кампании, в результате которой по Бухарестскому мирному договору Российская империя присоединила к себе Бессарабию, на территорию последней начали прибывать иностранцы. Процесс этот был обоюдно выгоден обеим сторонам: переселенцы получали свободу от Османского ига либо внутренних неурядиц в своей стране, Российская империя получала ресурсы для освоения малозаселённой Буджакской степи.
Первые задунайские переселенцы, в основной массе — болгары и гагаузы, начали переселяться в Южную Бессарабию ещё во время войны, но после 1812 года, когда Бессарабия отошла России, переселение болгар и гагаузов приобрело массовый характер. Болгарские и гагаузские колонии занимали большую часть первоначального Измаильского цинута, а также небольшие территории в Аккерманском и Бендерском уездах.
Кроме болгар и гагаузов, переселявшихся для спасения от Османского самоуправства, в Россию переселялись немцы. Немецкое переселение началось ещё раньше задунайского — примерно с 1786 года. Но в начале немцы селились в Новороссии, Крыму, Поволжье, и только с 1813 года начали массово прибывать в Бессарабию. В Бессарабии немцы селились в различных уездах, но в большинстве своём оседали на территории Аккерманского уезда.
В 1818 году создан Попечительный комитет об иностранных переселенцах южного края России. Его председателем был назначен генерал Иван Никитич Инзов. Особым Актом Министерства Внутренних дел от 20 мая и Указом Сената от 29 декабря 1819 года определялось социально-экономическое, юридическое и административное положение задунайских переселенцев. Документы предусматривали особое административное устройство: колонии поселенцев объединялись в округа, входившие состав Бессарабской конторы иностранных переселенцев при Попечительном комитете. Общее управление осуществлялось Попечителем, который назначался из Петербурга, а окружная и сельская администрация избиралась населением.
В 1833 году все Конторы были упразднены, управление всеми колонистскими поселениями передавалось непосредственно Попечительскому комитету, в котором были созданы соответствующие Управления, в частности, Управление задунайских переселенцев.
В 1856 году, после очередной, на сей раз неудачной, русско-турецкой кампании, по условиям Парижского мира Россия передала Молдавскому княжеству юго-восточную часть Бессарабии, включая входившие туда округа. Оставшиеся округа были переданы в подчинение Настоятельству болгарских бессарабских колоний, входившему всё в тот же Попечительский комитет.
4 июня 1871 года в России были введены Правила общественного и поземельного устройства и управления поселенцев. Они ликвидировали особое колонистское управление и изменили социальное положение болгарского населения юга Российской империи. Теперь оно подчинялось местным органам власти. Все колонистские округа были ликвидированы, а их территории разделены на более мелкие волости. В 1878 году по Берлинскому трактату, королевство Румыния возвратило Российской империи Южную Бессарабию, в которой с 1874 года также были ликвидированы округа.
В августе 1940 года, когда территория Бессарабии была возвращена России (точнее — СССР) и на основе её территории была создана Молдавская ССР, перед народами был поставлен жёсткий ультиматум: либо народы принимают советское гражданство, либо подлежат депортации с территории СССР. После этого, гагаузское население и большая часть болгарского населения стали гражданами СССР, а почти всё немецкое население было выдворено за пределы Молдавии; освободившиеся территории были заселены преимущественно украинским населением.

## Задунайские округа
Задунайские округа были образованы в 1819 году, в основном располагались в южной части Измаильского уезда.

### Буджакский
Единственный округ, территориально располагавшийся сразу в трёх уездах — Аккерманском, Бендерском и Измаильском, а также единственный задунайский округ, всегда полностью находившийся в Бессарабии. Западная граница округа проходила от села Дезгинжа сначала по реке Ялпуг, затем по реке Большой Котлабух до озера Катлабух; восточная граница шла от села Дезгинжа по логическому продолжению, а после и по самой реке Большая Лунга, затем по границе Бендерского и Аккерманского уездов, затем по ломаной границе немецких колоний и наконец по одной из рек до озера Китай. Изначально в округ входило 19 сёл — 15 гагаузских (Авдарма, Баурчи, Бешалма, Бешгёз, Гайдар, Джолтай, Дезгиндже, Казаяклия, Кириет-Лунга, Кирсово, Комрат, Конгаз, Лунга (Чадыр-Лунга), Томай и Чок-Майдан) и 4 болгарских (Троян, Валя-Пержа, Код-Китай, Еникиой).
В 1832 году округ был разделён на два: Верхне-Буджакский и Нижне-Буджакский с центрами в Комрате и Ивановке Болгарской соответственно.
По состоянию на 1832 год округа содержали следующие сёла:
Верхне-Буджакский округ:
- Дезгинже
- Чок-Майдан
- Комрат
- Башкалия
- Кирсово
- Ферапонтьевка
- Авдарма
- Бешалма
- Томай
- Джолтай
- Кириет-Лунга
- Конгаз
- Баурчи
- Гайдар
- Бешгиоз
- Твардица
- Казаяклия
- Кирютня (Кортен)
- Чадыр-Лунга

Нижне-Буджакский округ:
- Дмитриевка
- Исирлия
- Дюльмен
- Саталык-Хаджи
- Ивановка
- Девлетагач
- Пандаклия
- Гасан-Батын
- Задунаевка
- Главан
- Голица
- Фынтына-Дзинилор
- Кодкитай
- Селиогло
- Бановка
- Шикирликитай
- Новопокровская
- Старо-Троян
- Чумлекиой
- Купоран
- Еникиой

В 1856 году, после передачи Измаильского уезда Молдавскому княжеству, под фактическим управлением Нижне-Буджакского округа находилась оставшаяся часть Измаильского округа, хотя номинально он был сохранён. Тогда же оставшуюся часть Кагульского уезда (Верхне- и Нижне-Буджакские округа, а также номинальный Измаильский округ), также частично переданного Молдавскому княжеству, сначала отнесли к новому Комратскому уезду, а через год разделили между Аккерманским и Бендерским уездами. В первый отошёл Нижне-Буджакский и Измаильский округа, во второй — Верхне-Буджакский округ.
В 1871 году округа были упразднены, их территория разделена на более мелкие волости.

### Измаильский
Занимал территорию Измаильского уезда между озером Ялпуг и рекой Ялпуг, Дунаем и озером Катлабух и рекой Большой Котлабух примерно до города Тараклия, включая его территорию. После 1830 года придунайские земли отошли Измаильскому градоначальству, а земли севернее Нижнего Траянова вала — к новому Кагульскому уезду. Состоял из следующих сёл: Болград (Табак), Тараклия, Татар-Копчак, Кубей, Саталык-Хаджи, Кайраклия, Каракурт, Чишме-Варуита, Бабеле, Долукиой, Ташбунар, Чиишия, Ердекбурну с хуторами и Шикирликитай. Татар-Копчак было гагаузским селом, Каракурт — арнаутским, остальные — болгарские. Центром измаильского округа был город Болград.
По состоянию на 1832 год уже содержал 16 сёл:
- Тараклия
- Ново-Троян
- Татар-Копчак
- Чийшия
- Кубей
- Болград
- Табак
- Каракурт
- Вайсал
- Чешме-Варуита
- Дермендере
- Ташбунар
- Бабель
- Кайраклия
- Ердекбурну
- Долукиой

В 1856 году большая часть округа вместе с Болградом оказалась переданной Молдавскому княжеству, где образовала Измаильскую околию Болградского округа. Оставшаяся российская часть Измаильского округа, лишившись большей части территории и административного центра, была подчинена Нижне-Буджакскому округу, хотя номинально округ сохранялся.
Российская часть Измаильского округа была упразднена в 1871 году, молдавская часть вместе с Болградским округом — в 1876 году.
В 1878 году территории, переданные Молдавскому княжеству, возвращены России.

### Кагульский
Занимал территорию Измаильского уезда между Нижним Трояновым валом, озером и рекой Кагул, Дунаем и озером Ялпуг (после 1830 года придунайские земли отошли Измаильскому градоначальству). Состоял из следующих сёл: Картал, Сатул Ноу, Барта, Карагач, Буджак, Некрасовец, Этулия, Хаджи-Абдула, Курчи, Инпуцита и Булбоака. Этулия было гагаузским селом, остальные — болгарские.
По состоянию на 1832 год уже содержал 9 сёл:
- Курчи
- Хаджиабдул
- Ымпуцита
- Етулия
- Болбоака
- Карагач
- Барта
- Картал
- Сатул ноу

В 1834 году Прутский и Кагульский округа объединены в один Кагульско-Прутский с центром в селе Хаджи-Абдул, в 1856 году вместе с территорией Измаильского уезда передан в состав Молдавского княжества, где образовал Кагульско-Прутскую околию Болградского округа.
В 1874 году Болградский округ был упразднён, а в 1878 году территория возвращена России.

### Прутский
Занимал юго-восточную часть Измаильского уезда между Нижним Трояновым валом, Прутом, Дунаем и озером и рекой Кагул (после 1830 года придунайские земли отошли Измаильскому градоначальству). Состоял из следующих сёл: Колибаш, Брынза, Валень, Слобозия, Бобоешть (Сурэйень), Кишлица, Вадул Боулуй, Джурджулешть, Мындрешть, Анадолка, Фрекэцей, Бужорка, Чишмекиой (Чешмекёй) и Вулканешть. Два последних села — гагаузские, остальные — болгарские.
По состоянию на 1832 год уже содержал 10 сёл:
- Колибаш
- Брынза
- Вэлень
- Слобозия
- Кислица
- Джурджулешть
- Вулканешть
- Чишмикёй
- Анадолу
- Фрекэцей

В 1834 году Прутский и Кагульский округа объединены в один Кагульско-Прутский с центром в селе Хаджи-Абдул, в 1856 году вместе с территорией Измаильского уезда передан в состав Молдавского княжества, где образовал Кагульско-Прутскую околию Болградского округа.
В 1874 году Болградский округ был упразднён, а в 1878 году территория возвращена России.

## Немецкие округа
Немецкие округа территориально располагались в Аккерманском уезде, занимая условный угол между границей Аккерманского уезда с Бендерским уездом и Буджакскими округами.

### Клястицкий
Клястицкий колонистский округ располагался у рек Скиноса, Сака, Чага, к западу от уездного города Аккерман. Образован в 1820-е годы и не имел названия, числясь под условным именем «Округ № 2», название округ получил только в мае 1829 года. Включал следующие, в основном немецкие населённые пункты:
- Арциз 1-й,
- Арциз 2-й,
- Березина (Березино, Аннинская, Кагальник, Ротунда (нем. Rotunda)),
- Бородино (Бородино, Сак, Александровская),
- Бриенн (нем. Brienne) (Петервунш(нем. Peterwunsch), Петерсвинш, Петровская),
- Гофнунгсталь (нем. Hoffnungstal) (Надеждовка, Карадай),
- Клястиц (Весёлая Долина),
- Лейпциг (нем. Leipzig) (Серпневое, Скинос, Екатериновская),
- Париж (Весёлый Кут, Алексеевская),
- Фриденсталь (нем. Friedenstal) (Мирнополье).

Центр округа — с. Клястиц. Земли 60 172 десятин. По состоянию на 1859 год — 999 дворов и 1180 безземельных семейств. Также имелись маслобойни — 4, мельницы — 73, ткацкие станки — 361, церкви и молельные дома — 6, школы — 10 (1841).
После 1871 года на этой территории были образованы Арцизская, Клястицкая и Парижская волости. Жителей по переписи: 4378 (1827), 5382 (1834), 6918 (1841), 11 779 (1859), 15 986 (1870).

### Малоярославецкий
Располагался к западу от уездного города Аккерман. Образован в 1820-е годы и не имел названия, числясь под условным именем «Округ № 1», название округ получил только в мае 1829 года. Включал следующие, в основном немецкие населённые пункты:
- Деневиц
- Кацбах
- Красное
- Кульм
- Малоярославец 1-й
- Малоярославец 2-й
- Плоцк
- Тарутино
- Теплиц
- Фершампенуаз 1-й
- Фершампенуаз 2-й

Центр округа — с. Малоярославец 1-й. Земли 52 803 десятин. По состоянию на 1859 год — 879 дворов и 1325 безземельных семейств. Также имелись: Маслобойни — 3, мельницы — 67, ткацкие станки — 401, церкви и молельные дома — 10, школы — 10 (1841).
После 1871 на этой терр-ии образованы Краснянская (с. Красное), Кульмская (с. Кульм), Малоярославецкая, Тарутинская (с. Тарутино), Теплицкая волости. Жителей по переписи: 5807 (1834), 6768 (1841), 11 365 (1859), 15 907 (1870).

### Саратский
Был образован позже остальных округов, в 1836 году и только после личного вмешательства И. Н. Инзова.
Это был самый маленький округ, состоявший всего из трёх колоний: «материнской» колонии Сарата, являвшейся его центром, и двух дочерних колоний — Фриденсталь и Лихтенталь.
В 1871 году, после упразднения округа, вся его территория составила Саратскую волость.